# Рамон Соса
Рамо́н Со́са Ако́ста (ісп. Ramón Sosa Acosta; нар. 31 серпня 1999, Маракана́) — парагвайський футболіст, вінгер бразильського клубу «Палмейрас» і збірної Парагваю.

## Клубна кар'єра

### «Рівер Плейт»
Вихованець столичного клубу «Рівер Плейт», до академії якого приєднався в юному віці. 26 січня 2020 року дебютував за основний склад «Рівер Плейта» в матчі парагвайської Прімери проти «Гуайреньї». 12 лютого того ж року в поєдинку проти колумбійського клубу «Депортіво Калі» дебютував у Південноамериканському кубку. 21 липня 2020 року в матчі Прімери проти «Насьйоналя» забив свій перший гол у професіональній кар'єрі. Упродовж сезону 2020 провів 29 зустрічей, в яких забив 4 м'ячі.

### «Олімпія»
В січні 2021 року став гравцем столичного клубу «Олімпія». 8 лютого дебютував за «Олімпію» в матчі Прімери проти «Лібертада», вийшовши в стартовому складі. 21 лютого в поєдинку Прімери проти «Гуарані» забив свій перший гол за «Олімпію». 21 квітня 2021 року в матчі групового етапу проти венесуельського клубу «Депортіво Тачира» дебютував у Кубку Лібертадорес, в якому також відзначився забитим голом. В сезоні 2021 забив 3 голи у 30 поєдинках за «Олімпію», допомігши команді здобути Кубок та Суперкубок Парагваю.

### «Хімнасія» (Ла-Плата)
2 лютого 2022 року приєднався до аргентинського клубу «Хімнасія» (Ла-Плата), підписавши трирічний контракт. Сума трансферу становила 1,3 млн доларів. 13 лютого дебютував за нову команду в матчі аргентинської Прімери проти «Расінга». 20 квітня у поєдинку Кубка професіональної ліги проти «Платенсе» забив свій перший гол за «Хімнасію», реалізувавши пенальті. Усього забив 6 голів у 39 матчах за «Хімнасію» в чемпіонаті, допомігши клубу кваліфікуватися до Південноамериканського кубку 2023.

### «Тальєрес»
26 січня 2023 року було оголошено про розірвання контракту між «Хімнасією» та гравцем. Наступного дня, 27 січня, підписав чотирирічний контракт з аргентинським «Тальєресом». 6 лютого дебютував за нову команду в матчі Прімери проти «Атлетіко Тукуман», відзначившись результативною передачею. 2 квітня у поєдинку Прімери проти «Інстітуто» забив свій перший гол за «Тальєрес». За два сезони забив 17 голів у 56 поєдинках за «Тальєрес».

### «Ноттінгем Форест»
16 серпня 2024 року перейшой в англійський клуб Прем'єр-ліги «Ноттінгем Форест», підписавши п'ятирічний контракт. Сума трансферу становила 9,3 млн фунтів стерлінгів. 28 серпня дебютував за «Ноттінгем Форест» у матчі Кубка ліги проти клубу «Ньюкасл Юнайтед», вийшовши в стартовому складі. 31 серпня в поєдинку проти «Вулвергемптон Вондерерз» дебютував у Прем'єр-лізі, замінивши Каллума Гадсон-Одої. 22 вересня 2024 року в матчі Прем'єр-ліги проти клубу «Брайтон енд Гоув Альбіон» забив свій перший гол за «Ноттінгем Форест».

### «Палмейрас»
9 липня 2025 року перейшов у бразильський «Палмейрас», підписавши п'ятирічний контракт. Сума трансферу становила 12,5 млн євро. 17 липня дебютував за нову команду в матчі бразильської Серії A проти «Мірасола», вийшовши на заміну Феліпе Андерсону.

## Кар'єра в збірній
11 листопада 2022 року вперше викликаний до збірної Парагваю головним тренером Гільєрмо Баррос Скелотто для участі в товариських матчах проти збірних Перу та Колумбії. 19 листопада 2022 року дебютував за збірну Парагваю в поєдинку з Колумбією, вийшовши на заміну Матіасу Вільясанті.
15 червня 2024 року включений в заявку збірної Парагваю для участі в матчах фінальної частини Кубка Америки 2024 в США. На турнірі зіграв у всіх трьох матчах групового етапу проти збірних Колумбії, Бразилії, Коста-Рики, у воротах останньої відзначившись своїм першим голом за збірну, втім парагвайці не вийшли з групи, посівши останнє 4-те місце.

## Статистика виступів

### Клубна статистика
Станом на 27 липня 2025
| Клуб              | Сезон             | Чемпіонат         | Чемпіонат | Чемпіонат | Кубок | Кубок | Кубок ліги | Кубок ліги | Континентальні | Континентальні | Інші  | Інші | Всього | Всього |
| Клуб              | Сезон             | Дивізіон          | Матчі     | Голи      | Матчі | Голи  | Матчі      | Голи       | Матчі          | Голи           | Матчі | Голи | Матчі  | Голи   |
| ----------------- | ----------------- | ----------------- | --------- | --------- | ----- | ----- | ---------- | ---------- | -------------- | -------------- | ----- | ---- | ------ | ------ |
| Рівер Плейт       | 2020              | Прімера Дивізіон  | 27        | 4         | 0     | 0     | –          | –          | 2              | 0              | –     | –    | 29     | 4      |
| Олімпія           | 2021              | Прімера Дивізіон  | 24        | 2         | 0     | 0     | –          | –          | 6              | 1              | –     | –    | 30     | 3      |
| Хімнасія          | 2022              | Прімера Дивізіон  | 39        | 6         | 3     | 0     | –          | –          | –              | –              | –     | –    | 42     | 6      |
| Тальєрес          | 2023              | Прімера Дивізіон  | 32        | 8         | 3     | 2     | –          | –          | –              | –              | –     | –    | 32     | 10     |
| Тальєрес          | 2024              | Прімера Дивізіон  | 16        | 6         | 0     | 0     | –          | –          | 5              | 1              | –     | –    | 21     | 7      |
| Тальєрес          | Всього            | Всього            | 48        | 14        | 3     | 2     | 0          | 0          | 5              | 1              | 0     | 0    | 56     | 17     |
| Ноттінгем Форест  | 2024–25           | Прем'єр-ліга      | 19        | 1         | 3     | 2     | 1          | 0          | –              | –              | –     | –    | 23     | 3      |
| Палмейрас         | 2025              | Серія А           | 4         | 0         | 0     | 0     | 0          | 0          | 0              | 0              | 0     | 0    | 4      | 0      |
| Всього за кар'єру | Всього за кар'єру | Всього за кар'єру | 161       | 27        | 9     | 4     | 1          | 0          | 13             | 2              | 0     | 0    | 185    | 33     |

1. ↑  Матчі в Південноамериканському кубку
2. 1 2  Матчі в Кубку Лібертадорес

### Міжнародна статистика
Станом на 6 червня 2025 
| Збірна            | Сезон             | Товариські | Товариські | Офіційні | Офіційні | Всього | Всього |
| Збірна            | Сезон             | Матчі      | Голи       | Матчі    | Голи     | Матчі  | Голи   |
| ----------------- | ----------------- | ---------- | ---------- | -------- | -------- | ------ | ------ |
| Парагвай          |                   |            |            |          |          |        |        |
| 2022              | 1                 | 0          | 0          | 0        | 1        | 0      |        |
| 2023              | 1                 | 0          | 6          | 0        | 7        | 0      |        |
| 2024              | 3                 | 0          | 9          | 1        | 12       | 1      |        |
| 2025              | 0                 | 0          | 3          | 0        | 3        | 0      |        |
| Всього за кар'єру | Всього за кар'єру | 5          | 0          | 18       | 1        | 23     | 1      |

### Матчі за збірну
Станом на 6 червня 2025 
| Матчі Рамона Соси за збірну Парагваю | Матчі Рамона Соси за збірну Парагваю | Матчі Рамона Соси за збірну Парагваю | Матчі Рамона Соси за збірну Парагваю | Матчі Рамона Соси за збірну Парагваю | Матчі Рамона Соси за збірну Парагваю | Матчі Рамона Соси за збірну Парагваю | Матчі Рамона Соси за збірну Парагваю |
| №                                    | Дата                                 | Суперник                             | Рахунок                              | Голи                                 | Картки                               | Хвилини                              | Змагання                             |
| ------------------------------------ | ------------------------------------ | ------------------------------------ | ------------------------------------ | ------------------------------------ | ------------------------------------ | ------------------------------------ | ------------------------------------ |
| 1                                    | 20 листопада 2022                    | Колумбія                             | 0–2                                  |                                      |                                      | 8'                                   | Товариський матч                     |
| 2                                    | 28 березня 2023                      | Чилі                                 | 2–3                                  |                                      | 81'                                  | 3'                                   | Товариський матч                     |
| 3                                    | 8 вересня 2023                       | Перу                                 | 0–0                                  |                                      |                                      | 88'                                  | Відбіркові матчі ЧС-2026             |
| 4                                    | 13 вересня 2023                      | Венесуела                            | 0–1                                  |                                      |                                      | 90'                                  | Відбіркові матчі ЧС-2026             |
| 5                                    | 13 жовтня 2023                       | Аргентина                            | 0–1                                  |                                      |                                      | 90'                                  | Відбіркові матчі ЧС-2026             |
| 6                                    | 18 жовтня 2023                       | Болівія                              | 1–0                                  |                                      |                                      | 45'                                  | Відбіркові матчі ЧС-2026             |
| 7                                    | 17 листопада 2023                    | Чилі                                 | 0–0                                  |                                      |                                      | 28'                                  | Відбіркові матчі ЧС-2026             |
| 8                                    | 22 листопада 2023                    | Колумбія                             | 0–1                                  |                                      |                                      | 90'                                  | Відбіркові матчі ЧС-2026             |
| 9                                    | 8 червня 2024                        | Перу                                 | 0–0                                  |                                      |                                      | 90'                                  | Товариський матч                     |
| 10                                   | 12 червня 2024                       | Чилі                                 | 0–3                                  |                                      |                                      | 19'                                  | Товариський матч                     |
| 11                                   | 17 червня 2024                       | Панама                               | 1–0                                  |                                      |                                      | 73'                                  | Товариський матч                     |
| 12                                   | 25 червня 2024                       | Колумбія                             | 1–2                                  |                                      |                                      | 31'                                  | Фінальні матчі КА-2024               |
| 13                                   | 29 червня 2024                       | Бразилія                             | 1–4                                  |                                      |                                      | 12'                                  | Фінальні матчі КА-2024               |
| 14                                   | 3 липня 2024                         | Коста-Рика                           | 1–2                                  | 1                                    | 48'                                  | 90'                                  | Фінальні матчі КА-2024               |
| 15                                   | 7 вересня 2024                       | Уругвай                              | 0–0                                  |                                      |                                      | 29'                                  | Відбіркові матчі ЧС-2026             |
| 16                                   | 11 вересня 2024                      | Бразилія                             | 1–0                                  |                                      |                                      | 24'                                  | Відбіркові матчі ЧС-2026             |
| 17                                   | 10 жовтня 2024                       | Еквадор                              | 0–0                                  |                                      |                                      | 23'                                  | Відбіркові матчі ЧС-2026             |
| 18                                   | 16 жовтня 2024                       | Венесуела                            | 2–1                                  |                                      |                                      | 45'                                  | Відбіркові матчі ЧС-2026             |
| 19                                   | 15 листопада 2024                    | Аргентина                            | 2–1                                  |                                      |                                      | 8'                                   | Відбіркові матчі ЧС-2026             |
| 20                                   | 19 листопада 2024                    | Болівія                              | 2–2                                  |                                      |                                      | 4'                                   | Відбіркові матчі ЧС-2026             |
| 21                                   | 21 березня 2025                      | Чилі                                 | 1–0                                  |                                      |                                      | 86'                                  | Відбіркові матчі ЧС-2026             |
| 22                                   | 26 березня 2025                      | Колумбія                             | 2–2                                  |                                      |                                      | 17'                                  | Відбіркові матчі ЧС-2026             |
| 23                                   | 6 червня 2025                        | Уругвай                              | 2–0                                  |                                      |                                      | 14'                                  | Відбіркові матчі ЧС-2026             |

Всього: 23 матчі / 1 гол; 7 перемог, 7 нічиїх, 8 поразок.

## Досягнення
«Олімпія»
- Володар Кубка Парагваю: 2021[48]
- Володар Суперкубка Парагваю: 2021[49]